# Jesseritz
Jesseritz ist ein Ortsteil der sächsischen Gemeinde Käbschütztal im Landkreis Meißen.

## Geographie
Jesseritz liegt nordwestlich der Kreisstadt Meißen nahe dem Tal der Elbe im Norden und dem Tal des Jahnabaches im Osten, der bei Keilbusch in die Elbe mündet. Westlich des Ortes verläuft die Kreisstraße 8071 (Zehren/Neumohlis). Straßen führen vom Ort aus nach Keilbusch und Seebschütz. Jesseritz gehört zu den nördlichsten Ortsteilen Käbschütztals. Nachbarorte von Jesseritz sind im Norden Keilbusch, im Osten das Klostergut zum Heiligen Kreuz (nur Gemarkung), Gasern und Niederjahna sowie im Süden Sieglitz. Im Westen grenzen die Orte Seebschütz und Mischwitz an Jesseritz an. Mischwitz, Keilbusch und Seebschütz sind Ortsteile der Gemeinde Diera-Zehren, die Gemarkung Klostergut gehört zu Meißen, die restlichen umliegenden Orte sind Teil der Gemeinde Käbschütztal.

## Geschichte
Das Sackgassendorf wurde erstmals 1292 als Jesseherycz erwähnt. Eichler und Walther leiten den Ortsnamen von altsorbisch Jezeŕc für „kleiner See“ ab (von jezer(o), „See“; vgl. obersorbisch jězor).
Im Jahr 1378 gehörte der Ort zum Castrum Meißen in der Markgrafschaft Meißen. Die Grundherrschaft übte das Domstift Meißen aus. Ab Mitte des 18. Jahrhunderts wird eine Zugehörigkeit zum Amt Meißen angegeben. Ab 1875 war der Ort zur Amtshauptmannschaft Meißen im Königreich Sachsen und später in der Weimarer Republik gehörig.
Die Ortsgemarkung hatte eine Größe von 67 Hektar. Jesseritz war ins Kloster St. Afra in Meißen gepfarrt und gehört heute zur dortigen Kirchgemeinde. Aus den selbstständigen Gemeinden Jesseritz, Gasern, Oberjahna, Schletta und Sieglitz wurde am 1. November 1935 die neue Gemeinde Jahna gebildet, die nach dem Ende des Zweiten Weltkrieges Teil der Sowjetischen Besatzungszone und später der DDR wurde. Nachdem die Amtshauptmannschaften 1939 in Landkreise umbenannt wurden, folgte in der Kreisreform 1952 eine Neugliederung des Landes. Jahna und seine Ortsteile wurden dem Kreis Meißen im Bezirk Dresden zugeschlagen. Es folgten ab dem 1. Januar 1969 zwei Neugliederungen im Käbschütztal. Zuerst schloss sich Jahna mit der Gemeinde Kagen und ihren Ortsteilen zu Jahna-Kagen zusammen. Diese Gemeinde vereinigte sich am 1. März 1974 mit Löthain zu Jahna-Löthain.
Nach Wende und Wiedervereinigung wurde Jesseritz Teil des neugegründeten Freistaates Sachsen und blieb im Landkreis Meißen. Zur Kreisreform 1994 wurde der Landkreis Meißen-Radebeul (ab 1996 Landkreis Meißen) aus dem alten Gebiet des Kreises Meißen und Teilen des Kreises Dresden-Land gebildet, dem Jesseritz bis 2008 angehörte. Ebenfalls 1994 vereinigten sich Jahna-Löthain, Krögis und Planitz-Deila zur neuen Großgemeinde Käbschütztal mit 37 Ortsteilen. Diese Gemeinde ist seit dem 1. August 2008 Teil des in der Kreisreform Sachsen 2008 aus Landkreis Meißen und Landkreis Riesa-Großenhain gebildeten dritten Landkreises Meißen.
Im Ort wurden zwei Gebäude vom sächsischen Innenministerium in die Kulturdenkmalliste für Käbschütztal aufgenommen.

### Entwicklung der Einwohnerzahl
| Jahr | Einwohnerzahl               |
| ---- | --------------------------- |
| 1551 | 5 besessene Mann            |
| 1764 | 5 besessene Mann, 1 Häusler |
| 1834 | 45                          |
| 1871 | 47                          |
| 1890 | 43                          |
| 1910 | 46                          |
| 1925 | 40                          |